# Famille van Volden

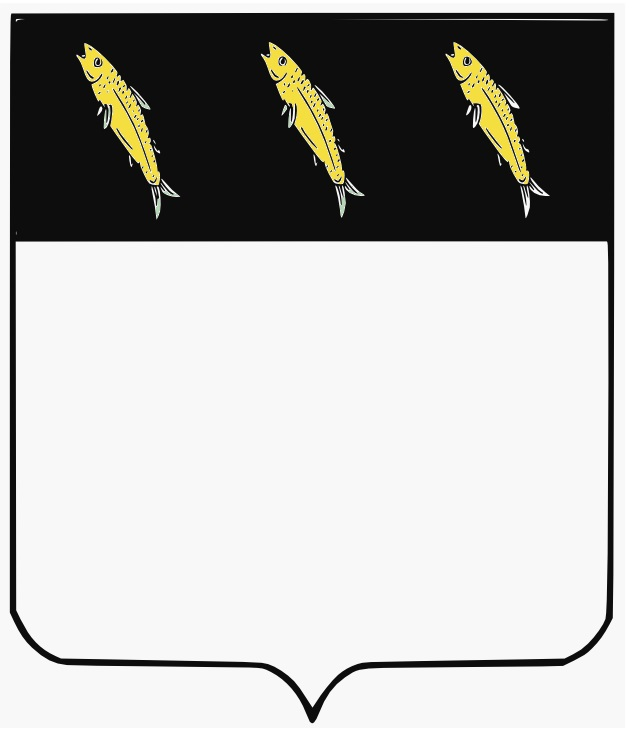
Blason de la maison van Volden

La famille van Volden de Lombeecke fut une illustre maison noble de Flandre (Bruges), renommée pour ses grands juristes au XVIIe siècle.
Par héritage de la Seigneurie de Lembeeck, ils devinrent Barons de Lembeeck au XVIIIe siècle. Cette lignée fut morte par manque de descendance au XIXe siècle. Leurs principales résidences furent l'Hôtel Linterpoort, l'ancien château de Strijtem, et le Château de Santvoorde.

## Descendance de Antoine I van Volden
- Antoine I van Volden: Commissaire de la Ville de Bruges[4].
allié à dame Jeanne d'Agua
  - Thérèse van Volden,
mariée à Balthasar de Robiano, Seigneur de Steenvoordt et Secrétaire du conseil Privé de Bruxelles.
  - Jean-Antoine van Volden, Conseiller au Grand-Conseil Malinois.
Allié à Barbara Kimps
    - Antoine II van Volden, Secrétaire et Greffier du Grand Conseil Malinois
allié (1677) à dame Anne-Claire Dieusart (1652-1741)
      - Pierre-Primitive van Volden (1682-1738), Président du Grand Conseil Malinois.
Allié à Marie-Thérèse van Werden, dame de Lombeecke (+1774)[5].
        - Jean-Pierre van Volden, Membre du Conseil de Flandre (+1765).
        - Jean-Baptiste-Gabriel van Volden, Baron de Lombeecke

      - Jean-Baptiste van Volden; Bourgmestre de Bruxelles.
      - Marie-Anne van Volden, (+1761)
Alliée à Bernard Huens, Bourgmestre de Malines.